# 2088 Sahlia
A 2088 Sahlia (ideiglenes jelöléssel 1976 DJ) a Naprendszer kisbolygóövében található aszteroida. Paul Wild fedezte fel 1976. február 27-én.